# Olivia Hye (single)
Singles de Loona
Go Won
(2018) beauty&thebeat
(2018)
Olivia Hye (version alternative : Go Won & Olivia Hye) est le douzième et dernier single du projet de pré-débuts du girl group sud-coréen Loona. Il est sorti en version numérique le 30 mars 2018, et en version physique le 2 avril par Blockberry Creative. Il introduit officiellement Olivia Hye et contient deux chansons, le solo « Egoist » en featuring avec JinSoul et « Rosy », un duo avec Go Won en featuring avec HeeJin.

## Liste des pistes
| Olivia Hye | Olivia Hye                                | Olivia Hye                     | Olivia Hye                          | Olivia Hye                          | Olivia Hye | Olivia Hye | Olivia Hye | Olivia Hye | Olivia Hye |
| No         | Titre                                     | Paroles                        | Musique                             | Arrangement                         | Durée      |            |            |            |            |
| ---------- | ----------------------------------------- | ------------------------------ | ----------------------------------- | ----------------------------------- | ---------- | ---------- | ---------- | ---------- | ---------- |
| 1.         | Egoist (Olivia Hye, feat. JinSoul)        | 박지연 (MonoTree), Jaden Jeong | Artonic Waves, LAB301, PABLO GROOVE | Artonic Waves, LAB301, PABLO GROOVE | 4:07       |            |            |            |            |
| 2.         | Rosy (Olivia Hye et Go Won, feat. HeeJin) | 달리                           | 빌리진, 김진형(BADD), Hickee        | 빌리진, 김진형(BADD)                | 3:15       |            |            |            |            |
| 7:22       |                                           |                                |                                     |                                     |            |            |            |            |            |

## Classements
| Classement (2018)         | Meilleure position |
| ------------------------- | ------------------ |
| Albums sud-coréens (Gaon) | 11                 |